# Peaches (песня The Stranglers)
«Peaches» — песня The Stranglers из дебютного альбома Rattus Norvegicus, выпущенная синглом 21 мая 1977 года (c «Go Buddy Go» — официально «второй А-стороной» — на обороте) и ставшая одним из самых громких летних хитов года в Британии. Сингл поднялся до #8 в UK Singles Chart и вызвал не меньший скандал, чем «God Save The Queen» Sex Pistols — прежде всего, своим провокационным текстом.
Если «God Save the Queen» имела в основном политический резонанс, то «Peaches» возмутила часть женской аудитории, вызвала протесты феминисток и подверглась ожесточённой критике в прессе за сексуальный подтекст: герой песни, прогуливаясь по пляжу, рассматривает девушек и комментирует их в манере, которая была воспринята многими как оскорбительное проявление секс-шовинизма.
При этом, как отмечает Том Макгинни, рецензент Allmusic, «…плотоядная ухмылка в тоне Корнуэлла, возбуждённость, выраженная им с предельной ожесточённостью, превращают песню, скорее, в мачо-пародию, а возможно и сознательную провокацию адресованную цензорам»
Песня «Peaches» была запрещена на BBC — по официальной версии за то, что в её тексте содержалось упоминание женских гениталий. Однако The Stranglers, как отмечалось впоследствии, ввели в заблуждение цензоров: слово, напоминавшее англ. clitoris, произносилось с ударением на втором слоге и означало фр. clitares («купальник»), что подходило по смыслу и к тексту: «Она пытается выбраться из своего купальника? — Освобождение женщин! — вот что я проповедую…» (англ. Is she trying to get out of that clitares? — Liberation for women, that’s what I preach...).
Некоторое время на BBC звучала лишь вторая сторона сингла, «Go Buddy Go» (старая песня Бёрнела, написанная им ещё в конце 1960-х годов). Затем группа перезаписала «Peaches» в радиоверсии (каталоговый номер — FREE 4): «clitares» в ней был заменён на «bikini», «oh shit» — на «oh no» и «what a bummer» — на «what a summer».

## Состав
- Хью Корнуэлл — гитара, вокал
- Жан-Жан Бернел — бас-гитара
- Дэйв Гринфилд — клавишные
- Джет Блэк — ударные

## Видео
- Peaches: The Stranglers, Норвегия, 1985 год, с духовыми инструментами и значительными изменениями в тексте